# Delta II
Il Delta II è stato un sistema di lancio progettato e costruito originariamente da McDonnell Douglas. Il Delta II apparteneva alla famiglia di razzi Delta ed è stato in servizio dal 1989 al 2018. Vi erano varie versioni del Delta II: il Delta 6000, e il Delta 7000, disponibile in due varianti (light e heavy). Il razzo Delta II è stato successivamente costruito da Boeing Integrated Defense Systems fino a che i programmi Delta divennero di responsabilità della United Launch Alliance a partire dal 1º dicembre 2006.

## Storia
L'uso di sistemi di lancio non riutilizzabili (Expendable Launch System) doveva lentamente declinare in favore dello Space Shuttle; invece il programma Delta fu ripreso nel 1986, a seguito della distruzione del Challenger. Il Delta II, nello specifico fu progettato per posizionare in orbita la serie Block II dei satelliti del GPS. I Delta II hanno lanciato 125 progetti (fino all'agosto 2007), compresi numerose missioni NASA verso il pianeta Marte.
- Mars Global Surveyor nel 1996
- Mars Pathfinder nel 1996
- Mars Climate Orbiter nel 1998
- Mars Polar Lander nel 1999
- Mars Odyssey nel 2001
- Rover per l'esplorazione di Marte (MER-A, Spirit e MER-B, Opportunity) nel 2003
- Mars Phoenix Lander nel 2007

## Descrizione del lanciatore
I lanciatori Delta erano dei veicoli di lancio non riutilizzabili (Expendable Launch Vehicle, ELV), ovvero potevano essere usati solo una volta. Ogni lanciatore era così composto:
- Stadio I: un motore RS-27 di Rocketdyne alimentato a kerosene e ossigeno liquido fornisce la spinta primaria per il sollevamento.
- Razzi impulsori a propellente solido: sono utilizzati durante i primi due minuti del volo per aumentare la spinta iniziale. Il Delta II a media capacità possiede in totale nove razzi impulsori (sei in uso fin da terra, e tre in volo); gli altri modelli ne utilizzano solo tre o quattro.
- Stadio II: comprende dei serbatoi di carburante e ossidante per alimentare un motore a combustibile ipergolico AJ10-118K di Aerojet che è attivato una o più volte per inserire il veicolo in low earth orbit. In questo stadio è situato un sistema di guida e una piattaforma inerziale che controllano tutti gli eventi che si verificano in volo.
- Stadio III: un motore opzionale (alcuni Delta II possiedono solo due stadi e sono generalmente utilizzati per missioni in orbita terrestre) a combustibile solido ATK-Thiokol fornisce la spinta necessaria per lasciare l'orbita terrestre e posizionare il carico utile su una traiettoria verso Marte o un'altra destinazione oltre l'orbita terrestre. È connesso al carico utile fino alla terminazione della spinta, dopo di che viene separato. Questo stadio è stabilizzato rispetto allo spin e non ha nessun controllo di guida attivo: il corretto orientamento dipende infatti interamente dalle manovre effettuate dal secondo stadio prima della sua separazione. Include anche un meccanismo per la riduzione dello spin prima del rilascio del carico utile, in quanto molte sonde spaziali non riescono a gestire l'elevato spin necessario per stabilizzare questo stadio.
- Ogiva del carico utile: metallo sottile o composito che protegge la sonda spaziale durante la sua ascesa nell'atmosfera terrestre.

Sistema di denominazione
Le versioni all'interno della famiglia Delta II sono identificate con un sistema a 4 cifre:

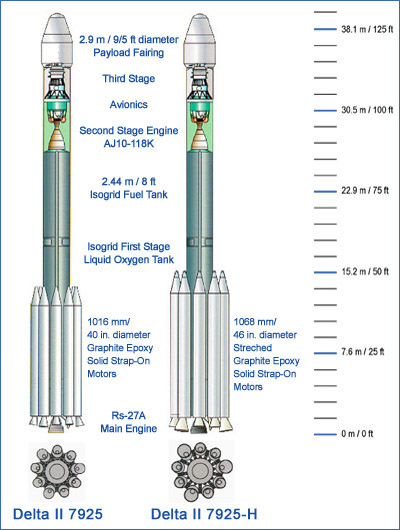
Confronto fra il Delta II standard e il Delta II Heavy.

- La prima cifra è un 6 o un 7, che denota l'appartenenza alle serie 6000 o 7000. Le serie 6000, che volarono fino al 1992, utilizzavano uno stadio con un serbatoio allungato, un motore RS-27, e dei razzi impulsori Castor. La corrente serie 7000 utilizza un motore RS-27A, con un ugello più lungo per un maggiore indice di espansione e una migliore resa ad alte altitudini, e dei razzi impulsori GEM. I GEM sono più larghi dei Castor e hanno un rivestimento composito per ridurre la loro massa. Inoltre, sono utilizzati anche due motori LR101-NA-11 per la guida del primo stadio.
- La seconda cifra indica il numero di razzi impulsori (booster), tipicamente 9. In questo caso sei sono utilizzati fin dal sollevamento da terra e tre sono avviati dopo il primo minuto di volo. In veicoli con 3 o 4 razzi impulsori, tutti i razzi sono avviati al momento del lancio.
- La terza cifra è 2, per denotare l'uso di un secondo stadio con un motore Aerojet AJ10. Questo motore è riavviabile, rendendo il lanciatore adatto anche a missioni complesse. Solo i Delta precedenti della serie 6000 utilizzavano un diverso motore, il TR-201.
- La quarta cifra identifica il terzo stadio. 0 denota che non è utilizzato un terzo stadio, 5 indica l'uso di uno stadio Payload Assist Module (PAM) con motore a propellente solido Star 48B, 6 indica l'uso di un motore Star 37FM.

Ad esempio, un Delta 7925 aveva il più recente primo stadio, con 9 razzi GEM e un terzo stadio PAM. Un Delta 7320 era un lanciatore a due stadi e con tre razzi impulsori.
- Un Delta II-Heavy possedeva dei razzi impulsori GEM-46, più grandi di quelli utilizzati nella serie standard e progettati originariamente per il Delta III. Queste versioni erano denominate 79xxH.

Erano utilizzabili tre diverse ogive per carichi utili. L'ogiva originale aveva una carenatura in alluminio da 9,5 piedi di diametro. Era disponibile anche un'ogiva in materiali compositi di diametro 10 piedi riconoscibile per la sua forma rastremata. Inoltre era possibile utilizzare una versione da 10 piedi di diametro allungata per i carichi utili più grandi.

## Descrizione del lancio
Assemblaggio del vettore
Il Delta II è assemblato verticalmente sul pad di lancio. L'assemblaggio incomincia innalzando in posizione verticale il primo stadio. Successivamente vengono sollevati i razzi impulsori, che vengono poi uniti al primo stadio. L'assemblaggio poi continua sollevando il secondo stadio al di sopra del primo stadio e procedendo alla loro unione.
Rifornimento
Il primo stadio viene rifornito con circa 37.900 litri (10.000 galloni) di carburante in 20 minuti circa.

## Lanci del Delta II

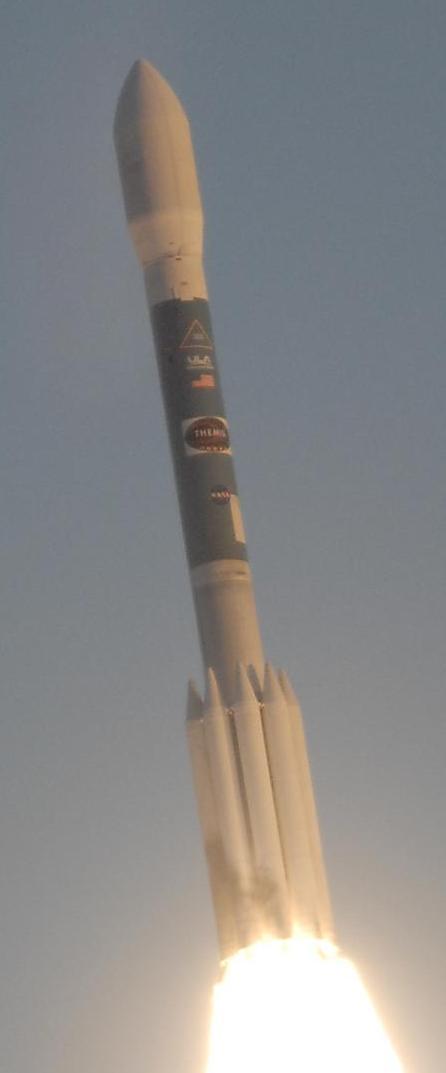
Delta II in volo

Il sistema di lancio Delta II è stato usato per 156 lanci. Il 18 settembre 2007 il Delta II ha completato il suo 75º lancio riuscito consecutivo, segnando il record per i veicoli di lancio moderni. Solo nel 2007 sono stati effettuati otto lanci con il Delta II.
Tuttavia, il Delta II ha effettuato anche dei lanci non riusciti. La missione di lancio del Koreasat-1 fu un fallimento parziale, in quanto il satellite fu in grado di compensare per un inserimento in orbita errata da parte del lanciatore.
Un fallimento completo avvenne invece il 17 gennaio 1997, quando il Delta II 7925 che trasportava il primo satellite GPS della serie Block IIR esplose 13 secondi dopo il sollevamento, inondando di detriti in fiamme il Launch Complex 17 della Cape Canaveral Air Force Station. Non vi furono feriti e il pad di lancio non fu danneggiato seriamente, tuttavia molte auto furono interamente distrutte e alcuni edifici furono danneggiati.
L'ultimo Delta II fu lanciato il 15 settembre 2018 per l'inserimento in orbita del satellite ICESat-2.

### Carichi utili notevoli
- Mars Odyssey
- CONTOUR
- Dawn
- Deep Impact
- Deep Space 1
- GLAST
- Mars Climate Orbiter
- Spirit
- Opportunity
- Mars Global Surveyor
- Mars Pathfinder
- Mars Phoenix Lander
- Mars Polar Lander
- MESSENGER
- NEAR
- Polar
- ROSAT
- SIRTF
- STEREO
- Swift
- THEMIS
- USA 193 (NROL-21)
- WMAP
- WIND

Fra il maggio 1997 e il novembre 1998, i Delta II hanno posizionato in orbita 55 satelliti Iridium.

## Ritiro del sistema di lancio
In un articolo pubblicato dal Wall Street Journal si fanno alcune supposizioni sul destino del sistema di lancio Delta II dopo che la U.S. Air Force terminerà il suo utilizzo. Viene riferita una dichiarazione di Thomas Young, che fu direttore del Goddard Space Flight Center dal 1980 al 1982: "È una questione per la quale molte persone sono piuttosto preoccupate". Young si riferisce ai timori manifestati dagli operatori di satelliti e dai ricercatori scientifici per la perdita di un sistema di lancio affidabile e dai costi contenuti come il Delta II.
L'ultimo carico utile pianificato per il Delta II avrebbe dovuto essere una missione lunare della NASA nel 2011.
Con la missione per l'inserimento in orbita del satellite ICESat-2 si conclude, il 15 settembre 2018, l'ultimo lancio del Delta II.

## Applicazioni future
Il motore del secondo stadio, costruito da Aerojet, è stato scelto dalla NASA per essere il motore principale per la navicella Orion, che sostituirà lo Space Shuttle dopo il 2010. Il motore è stato scelto per la sua capacità di riavviamento multipla e per la possibilità di sostituire l'originale alimentazione a ossigeno liquido/metano liquido (LOX/LCH4) con combustibile ipergolico e ossidante similmente a quanto avviene nei sistemi OMS e RCS dello Space Shuttle.

## Collegamenti esterni

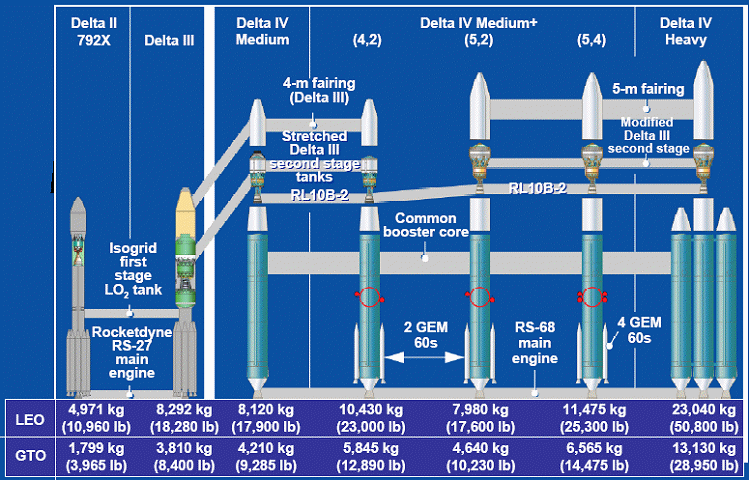
Evoluzione del lanciatore Delta (U.S. Govt.)